# Rebecca Stevens (đệ nhất phu nhân)
Rebecca Stevens là đệ nhất phu nhân của Sierra Leone từ ngày 21 tháng 4 năm 1971 đến ngày 28 tháng 11 năm 1985. Bà là vợ của Siaka Stevens, Tổng thống đầu tiên của quốc gia châu Phi - Sierra Leone (chịu ảnh hưởng bởi Vương quốc Anh).

## Đệ nhất phu nhân của Sierra Leone
Stevens là một Đệ nhất phu nhân thầm lặng, không phô trương (sống giản dị và kín đáo). Bà đã đồng hành cùng chồng tại các sự kiện công cộng nhưng hiếm khi tổ chức các sự kiện của riêng mình (trong suốt thời gian nắm giữ chức vụ danh dự của Nhà nước Sierra Leone).
Bà đi cùng chồng trong các chuyến thăm cấp nhà nước và trên khắp đất nước, ghi dấu hình ảnh đất nước cô trong danh dự. Bà sống tại nhà riêng của gia đình tại số 1 đường King Harman tại Brooksfield ở Freetown.

## Đóng góp
Bà hiện đang ở Anh, đã có một bước đi táo bạo trong việc đóng góp thúc đẩy giáo dục ở quê nhà. Bà tham gia tổ chức từ thiện Sierra Leone hỗ trợ sách và bộ hình học với mục đích khơi dậy sự quan tâm của học sinh đối với Toán học và Khoa học. Sau đó, bà tham gia tặng sách góp phần nâng cao kiến thức của cả học sinh và giáo viên Sierra Leone.